# 孫喬 (嘉靖戊戌進士)
孫喬（1508年—？），字世南，浙江杭州府海寧縣人，竈籍，明朝政治人物。

## 生平
嘉靖十六年丁酉科浙江鄉試第四十一名舉人。嘉靖十七年（1538年）中式戊戌科進士。授行人，二十一年五月选授南京四川道试監察御史，二十二年十二月掌南京考察。

## 家族
曾祖孫頤；祖父孫禋；父孫巒，母許氏。具庆下。